# Teslagrad
『Teslagrad』（テスラグラッド）は、ノルウェーのインディーゲームスタジオRain Gamesが開発し2013年12月14日に発売したアクションパズルゲーム。

## 概要
磁力の仕掛けが施された塔「Tesla Tower」の内部を、主人公の少年が様々なアイテムやテクニックを駆使しながら冒険する。サイドビューで描かれた広大なエリアを探索するアクションゲーム形式、いわゆる「メトロイドヴァニア」の要素に、前述の磁力にまつわるパズルゲーム要素が複合している。
ゲームを進める中で、舞台となる王国、そして主人公を含む能力者「Teslamancer」たちが歩んできた闇の歴史が明らかになる。こうした描写について作中では台詞や説明文が示されず、塔の内部の小劇場で上演される人形劇や壁面に飾られた歴史画、各所で手に入る巻物の画像といった美術要素のみで表現している。
作中のグラフィックには、100以上に及ぶ手描きイラストを用いている。これらは古い北欧・東欧の文化やスチームパンクのジャンルから影響を受け、特有の世界観が構築されている。
2023年4月20日には、本作の続編となる『Teslagrad 2』が発売された。また、同日には本作のグラフィックをリマスタリングした『Teslagrad Remastered』も発売されている。

## システム
冒険する塔の内部には、磁気を帯びた仕掛けや磁場が発生している部屋が数多く存在する。磁極は赤と青の二色で表現され、同色同士は反発、異色同士は吸着する。
冒険の進行により、以下の装備品が手に入る（名前が併記されているものは、左がNintendo Switch版以外、右がNintendo Switch版）。
- マグネグローブ - 金属製の物や一部の敵を殴ることにより、磁極を切り替えたり磁気を帯びさせたりできる。
- ブリンクブーツ / テレポートブーツ - 目前の数歩分先の場所へ瞬間移動できる。間に鉄格子や敵が存在する場合はこれをすり抜ける。
- ポラリティクローク / ポーラーフード - 自分の体に磁気を帯びさせ、周囲の帯磁物や磁場に反応させることができる。
- テスラスタッフ - 前方へ向けて磁気を発射し、離れた場所にある物に対してマグネグローブと同様の効果を与える。遠距離攻撃にも用いる。

前述のように、塔内部の各所には収集アイテムの巻物が配置されている。これらはゲーム終盤で訪れるエリアに入るために最低15巻を集める必要があり、36巻全てを集めるとゲームクリア後のエンディングが変化する。

## 評価
本作は肯定的なレビューを受けた。Wii U版はレビューアグリケーティングサイトGameRankingsでは11のレビューで80.55%、Metacriticでは15のレビューで79/100のスコア。PC版は5のレビューで78%、15のレビューで77/100のスコア、PS4版は4のレビューで75%、11のレビューで77/100のスコア。
Nintendo Lifeはノスタルジックな音楽、手描きのアートワーク、頭をひねらせるパズルを賞賛。Nintendo World Reportは芸術スタイルを賞賛したが、高難易度とWii Uゲームパッドをあまり使わないことを批判した。
PS3、PS4版はファミ通クロスレビューでは7、7、7、8の29点。レビュアーはパズルが多彩、アクション要素もあり上手く解けると気持ちいい、テキストや台詞がない演出が見事とした一方で難易度が高くてヒントもほとんどなくボス戦は繰り返しプレイが必要になるため救済措置が欲しかった者と解くと爽快であるためいい意味で「マゾゲー」とした者で分かれた他、PS3版はエリア移動で読み込みがあるとした。

## エピソード
- 『Teslagrad』の名称は、19世紀中期から20世紀中期にかけて活動した電気技師のニコラ・テスラから採られている。また、作品内に登場する国王の表情は、ニコラ・テスラのデスマスクをモチーフにしている[16]。
- 本作はRain Gamesの処女作だが、それ以前にはトップビューのオンライン対戦アクションゲーム『Minute Mayhem』を開発していた。この作品は発売に至らなかったが、作品内に登場する4つの国家のうちの1つ「Elektropia」の王都Teslagradに舞台の焦点を絞り新たに開発されたのが本作である[2][17][注 2]。
- 本作と同じくRain Gamesが開発し2017年に発売されたゲームソフト『World to the West』は本作の25年から30年後の時代が舞台で、成長した本作の主人公とその娘・ルミナが登場する[18]。ルミナは、前述の続編『Teslagrad 2』の主人公にもなっている。
- カナダのインディーゲームスタジオ13AM Games開発のアクションゲーム『Runbow』とアメリカのインディーゲームスタジオLowe Bros. Studios開発の対戦アクションゲーム『Indie Pogo（英語版）』では、本作の主人公が操作キャラクターの一人として登場する[19][20]。